# Uruguay vid världsmästerskapen i friidrott 2022
Uruguay tävlade vid världsmästerskapen i friidrott 2022 i Eugene i USA mellan den 15 och 24 juli 2022. Uruguay hade en trupp på fem idrottare.

## Resultat

### Herrar
Gång- och löpgrenar
| Idrottare        | Gren        | Försöksheat  | Försöksheat | Semifinal | Semifinal | Final            | Final            |
| Idrottare        | Gren        | Resultat     | Placering   | Resultat  | Placering | Resultat         | Placering        |
| ---------------- | ----------- | ------------ | ----------- | --------- | --------- | ---------------- | ---------------- |
| Santiago Catrofe | 1 500 meter | 3.35,86 0SB0 | 7 0q0       | 3.40,16   | 20        | Gick inte vidare | Gick inte vidare |
| Nicolás Cuestas  | Maraton     | —            | —           | —         | —         | 2:13.52          | 39               |
| Andrés Zamora    | Maraton     | —            | —           | —         | —         | 2:17.54          | 50               |

Teknikgrenar
| Idrottare     | Gren      | Kval    | Kval      | Final            | Final            |
| Idrottare     | Gren      | Distans | Placering | Distans          | Placering        |
| ------------- | --------- | ------- | --------- | ---------------- | ---------------- |
| Emiliano Lasa | Längdhopp | 7,89    | 13        | Gick inte vidare | Gick inte vidare |

### Damer
Gång- och löpgrenar
| Idrottare         | Gren      | Försöksheat | Försöksheat | Semifinal        | Semifinal        | Final            | Final            |
| Idrottare         | Gren      | Resultat    | Placering   | Resultat         | Placering        | Resultat         | Placering        |
| ----------------- | --------- | ----------- | ----------- | ---------------- | ---------------- | ---------------- | ---------------- |
| Déborah Rodríguez | 800 meter | 2.03,04     | 36          | Gick inte vidare | Gick inte vidare | Gick inte vidare | Gick inte vidare |